# Giovanni Sisto
Giovanni Sisto (Mirabello Monferrato, 21 giugno 1916 – 15 novembre 1994) è stato un politico italiano.
Esponente della Democrazia Cristiana, fu presidente della Provincia di Alessandria dal 1956 al 1967, e nel 1988 venne eletto alla Camera dei Deputati nella V legislatura, per poi essere riconfermato alle elezioni politiche del 1972. Durante il suo mandato parlamentare fece parte della XIX Commissione Igiene e sanità pubblica della Camera dei Deputati.